# Arrino
Arrino is een plaats in de regio Mid West in West-Australië. Het ligt 338 kilometer ten noorden van Perth, 165 kilometer ten zuidoosten van Geraldton en 24 kilometer ten noordwesten van Three Springs. In 2021 telde Arrino 48 inwoners.

## Geschiedenis
Ten tijde van de Europese kolonisatie leefden de Amangu Nyungah Aborigines in de streek.
In 1859 werd voor het eerst melding gemaakt van de 'Arrino Well'. Het was de aboriginesnaam voor een bron. Het is onzeker wat het woord betekende maar volgens een bron zou arrino "vele granieten heuvels" hebben betekend. In 1876 noemde een van de eerste kolonisten in de streek, N.W. Cooke, zijn eigendom 'Arrino'.
Op het einde van de 19e eeuw werden rond Arrino enkele kopermijnen actief. Er werd 106 ton kopererts gedolven. De spoorweg die Perth met Geraldton zou verbinden, de 'Midland Railway', werd in de jaren 1890 aangelegd. De spoorwegarbeiders verbleven in Arrino omdat er water voorradig was. Er werd een spoorwegstation gebouwd.
In 1896 werd een eerste winkel geopend. Die winkel werd in 1981 gesloten. Op 4 april 1904 werd het dorp Arrino officieel gesticht. Er leefden toen vooral mijnwerkers en spoorwegarbeiders. In september 1906 opende het eerste schooltje van Arrino. In 1920 werd een schooltje, dichter bij de Midlands Road, gebouwd. Er werd tot 1952 les gegeven. Tegen 1910 liepen de meeste mijnactiviteiten op hun einde. Arrino werd aangesloten op een waternet. Er opende een winkel die eveneens als postkantoor dienst deed. In 1922 werd een gemeenschapszaal, de 'Arrino Hall', gebouwd.
In 1936 werd een oude schuur waar graan werd opgeslagen afgebroken, om plaats te maken voor faciliteiten om graan in bulk te verwerken. In 1992 werden de graanverwerkingsfaciliteiten van de CBH Group gemoderniseerd.

## 21e eeuw
Arrino maakt deel uit van het lokale bestuursgebied (LGA) Shire of Three Springs. Het is een landbouwdistrict waar op grote schaal aan landbouw en veeteelt wordt gedaan. Arrino is een verzamel- en ophaalpunt voor de oogst van de graanproducenten uit de streek die bij de Co-operative Bulk Handling Group zijn aangesloten.

## Toerisme
Three Springs heeft een 'Visitor Information Centre'. Men kan er informatie verkrijgen over onder meer:
- de historische dorpssite Arrino

## Transport
Arrino ligt langs de Midlands Road, de oorspronkelijke inlandse weg die Perth en Geraldton verbindt.
De spoorweg die door Arrino loopt maakt deel uit van het goederenspoorwegnetwerk van Arc Infrastructure. Er rijden geen reizigerstreinen.

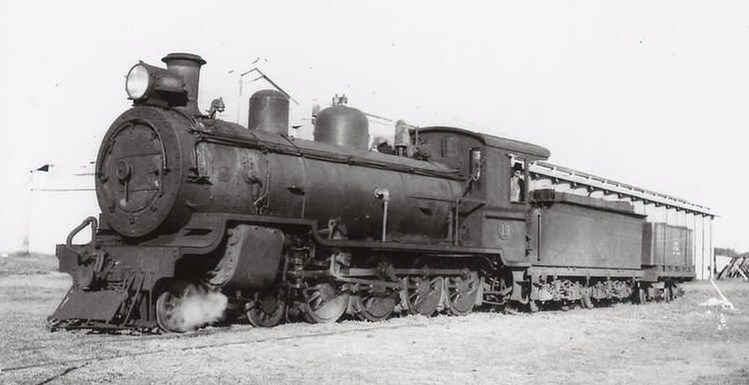
rangeren te Arrino in 1943

Abbotts · Ajana · Alma · Arrino · Arrowsmith · Austin · Big Bell · Binnu · Boogardie · Bowgada · Bunjil · Canna · Cape Burney · Carnamah · Caron · Coorow · Cuddingwarra · Cue · Day Dawn · Dongara · Drummond Cove · East Bowes · Eneabba · Eradu · Gabanintha · Geraldton · Green Head · Greenough · Gunyidi · Gutha · Horseshoe · Horrocks · Howatharra · Isseka · Kalbarri · Karalundi · Kojarena · Koolanooka · Kumarina · Latham · Leeman · Lennonville · Lynton · Mainland · Marchagee · Maya · Meekatharra · Merkanooka · Mingenew · Minnenooka · Moonyoonooka · Morawa · Mount Erin · Mount Magnet · Mullewa · Nabawa · Nangetty · Nannine · Nanson · Naraling · Narngulu · Narra Tarra · Northampton · Oakajee · Ogilvie · Paynes Find · Peak Hill · Paynesville · Perenjori · Pindar · Pintharuka · Porlell · Port Denison · Port Gregory · Protheroe · Reedy · Rothsay · Sandstone · Tardun · Tenindewa · Three Springs · Tuckanarra · Waggrakine · Walkaway · Warriedar · Whelarra · Wicherina · Wiluna · Winchester · Yalgoo · Yandanooka · Youanmi · Yoweragabbie · Yuna